# Regla Torres Herrera
Regla Torres Herrera (L'Havana, Cuba 1975) és una jugadora de voleibol cuabana, guanyadora de tres medalles olímpiques d'or.

## Biografia
Va néixer el 12 de febrer de 1975 a la ciutat de l'Havana.

## Carrera esportiva
Va participar, als 17 anys, en els Jocs Olímpics d'Estiu de 1992 celebrats a Barcelona (Catalunya), on amb la selecció cubana de voleibol aconseguí guanyar la medalla d'or en la competició femenina de voleibol. Repetí aquest èxit en els Jocs Olímpics d'Estiu de 1996 realitzats a Atlanta (Estats Units) i també als Jocs Olímpics d'Estiu de 2000 realitzats a Sydney (Austràlia).
Amb la selecció cubana aconseguí, així mateix, dues victòries en el Campionat del Món de voleibol els anys 1994 i 1998.